# USS Fitch (DD-462)
Эскадренный миноносец «Фитч» (англ. USS Fitch (DD-462)) — американский эсминец типа Gleaves.
Заложен на верфи Boston Navy Yard, Бостон 6 января 1941 года. Спущен 14 июня 1941 года, вступил в строй 3 февраля 1942 года.
15 ноября 1944 года переклассифицирован в быстроходный тральщик DMS-25.
Выведен в резерв 24 февраля 1956 года.
Из ВМС США исключён 1 июля 1971 года.
15 ноября 1973 года потоплен как цель близ восточного побережья Флориды.